# جامعة بليموث
جامعة بليموث هي جامعةٌ عامةٌ تقع في بليموث بإنجلترا، ولها مواقع أخرى في جنوب غرب إنجلترا. يُوجد فيها 2,915 مُوظف.

## روابط خارجية
- الموقع الرسمي